# Nigüelas
Nigüelas es una localidad y municipio español situado en la parte oriental de la comarca del Valle de Lecrín, en la provincia de Granada, comunidad autónoma de Andalucía. Limita con los municipios de Dúrcal, Lanjarón, Lecrín y Villamena. Otras localidades cercanas son Acequias, Mondújar y Talará. En su término nace y discurre el río Torrente.
El municipio nigüeleño comprende únicamente el núcleo de población de Nigüelas —capital municipal— y varios diseminados. La mayor parte del mismo lo ocupa el Parque Nacional y Natural de Sierra Nevada.
Cabe destacar que la falla de Nigüelas está considerada como monumento natural desde 2001.

## Geografía

### Situación
Integrado en la comarca del Valle de Lecrín, se encuentra situado a 32 kilómetros de la capital provincial, a 123 de Jaén, a 139 de Almería y a 319 de Murcia. El término municipal está atravesado por la autovía A-44, que conecta el interior peninsular con la Costa Granadina.
| Noroeste: Dúrcal             | Norte: Dúrcal | Nordeste: Dúrcal |
| Oeste: Dúrcal                |               | Este: Lanjarón   |
| Suroeste: Villamena y Lecrín | Sur: Lecrín   | Sureste: Lecrín  |

## Demografía
Nigüelas cuenta con una población de 1239 habitantes (INE 2024).
| Gráfica de evolución demográfica de Nigüelas entre 1842 y 2021                                                      |
| |
| Población de derecho según los censos de población del INE Población de hecho según los censos de población del INE |

Según el Instituto Nacional de Estadística de España, en el año 2022 Nigüelas contaba con 1225 habitantes censados, que se distribuyen de la siguiente manera:
| Unidad poblacional | Hab. |
| ------------------ | ---- |
| Nigüelas           | 1152 |
| diseminado         | 73   |
| TOTAL              | 1225 |

## Administración y política
Los resultados en Nigüelas de las últimas elecciones municipales, celebradas en mayo de 2023, son:
| Elecciones Municipales - Nigüelas (2023) | Elecciones Municipales - Nigüelas (2023) | Elecciones Municipales - Nigüelas (2023) | Elecciones Municipales - Nigüelas (2023) | Elecciones Municipales - Nigüelas (2023) |
| Partido político                         | Partido político                         | Votos                                    | Votos                                    | Concejales                               |
| ---------------------------------------- | ---------------------------------------- | ---------------------------------------- | ---------------------------------------- | ---------------------------------------- |
|                                          | Partido Socialista Obrero Español (PSOE) | 332                                      | 46,17 %                                  | 4                                        |
|                                          | Avanza Nigüelas (AN)                     | 206                                      | 28,65 %                                  | 3                                        |
|                                          | Partido Popular (PP)                     | 175                                      | 24,33 %                                  | 2                                        |

## Cultura

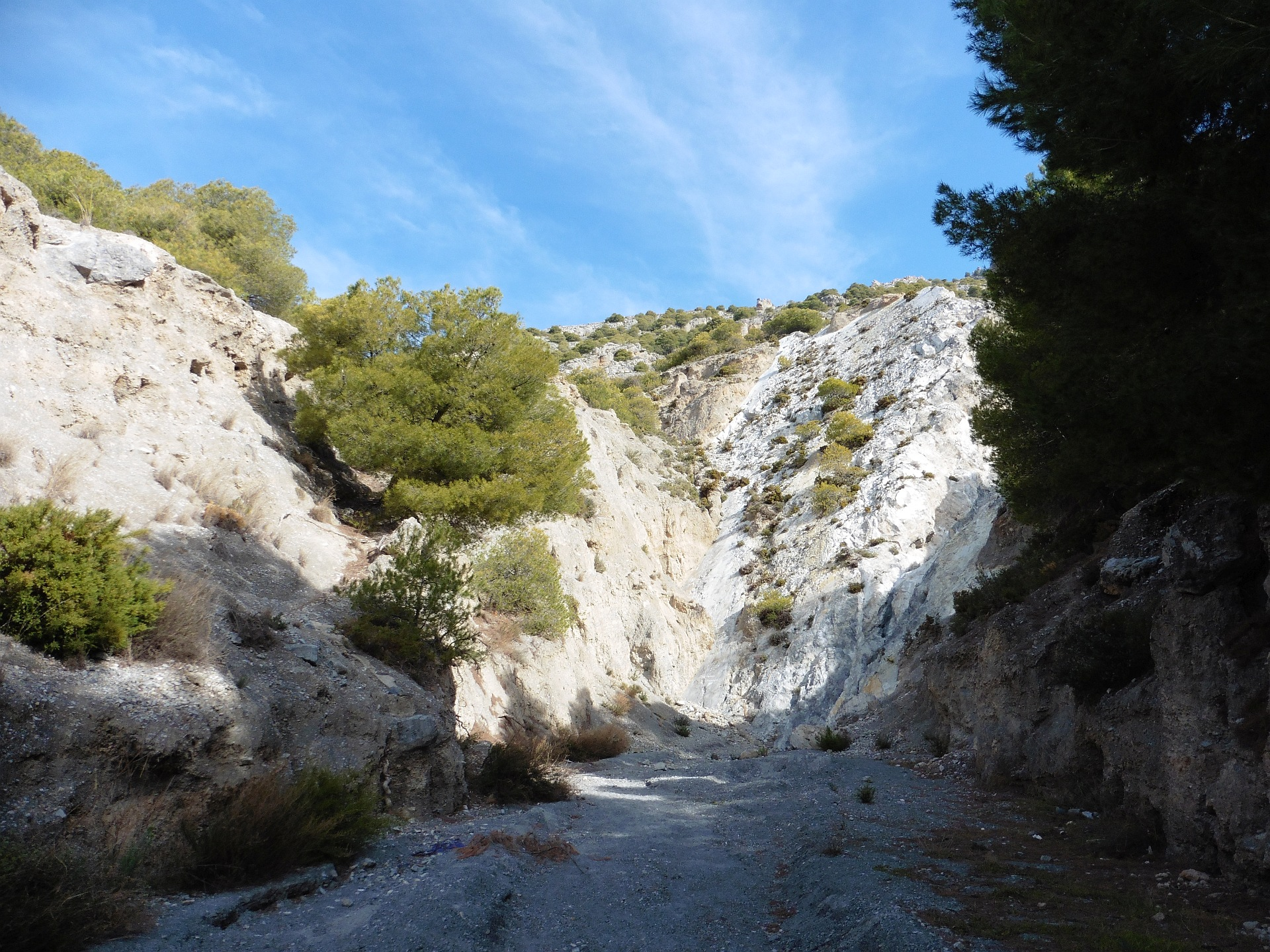
Falla de Nigüelas

### Patrimonio inmaterial
Se celebran en septiembre las fiestas patronales en las cuales hay una cabalgata de disfraces; se realizan las procesiones y las misas a la patrona de Nigüelas, la Virgen de las Angustias; por la noche del último día de fiestas se celebra el tradicional Entierro de la Zorra, con bailes y música de todo tipo, donde se realiza una cabalgata con la banda de música y un zorro de papel maché el cual se quema al finalizar la cabalgata, poniendo fin a las fiestas.
El 25 de abril se celebra una acampada en La Razuela para celebrar San Marcos.